# Mummel River
Der Mummel River ist ein Fluss im Osten des australischen Bundesstaates New South Wales.
Er entspringt im südlichen Teil des Mummel-Gulf-Nationalparks. Von dort fließt er nach Südosten durch unbesiedeltes Gebiet im Riamukka State Forest und der Daisy Patch Flora Reserve und mündet nordöstlich des Barakee-Nationalparks in den Cooplacurripa River.